# Дембіни (гміна Затори)
Дембіни (пол. Dębiny) — село в Польщі, у гміні Затори Пултуського повіту Мазовецького воєводства.
Населення — 161 особа (2011).
У 1975-1998 роках село належало до Остроленцького воєводства.

## Демографія
Демографічна структура станом на 31 березня 2011 року:
|          | Загалом | Допрацездатний вік | Працездатний вік | Постпрацездатний вік |
| -------- | ------- | ------------------ | ---------------- | -------------------- |
| Чоловіки | 77      | 16                 | 50               | 11                   |
| Жінки    | 84      | 18                 | 47               | 19                   |
| Разом    | 161     | 34                 | 97               | 30                   |